# Mikote
Mikote este o localitate din comuna Krško, Slovenia, cu o populație de 58 de locuitori.